# حسینیه صاحب‌الامر
حسینیه صاحب‌الامر مربوط به دوره قاجار است و در آشتیان، میدان اصلانشهر، کنار رود فصلی آهو واقع شده و این اثر در تاریخ ۲ مرداد ۱۳۸۷ با شمارهٔ ثبت ۲۳۱۱۵ به‌عنوان یکی از آثار ملی ایران به ثبت رسیده است.